# Lissonota fundator
Lissonota fundator là một loài tò vò trong họ Ichneumonidae.